# Eichenmistel
Die Eichenmistel (Loranthus europaeus), auch Leimmistel, Riemenmistel und Riemenblume genannt, ist eine Pflanzenart innerhalb der Familie der Riemenblumengewächse (Loranthaceae). Sie ist von Europa bis Westasien verbreitet. Als Halbschmarotzer parasitiert sie, wie die im Gebiet bekanntere Weißbeerige Mistel (Viscum album subsp. album), auf den Ästen von Laubbäumen. Im Unterschied zu dieser allerdings meist auf Eichenarten.

## Beschreibung

### Allgemeine Merkmale
Die Eichenmistel ist eine sommergrüne Halbschmarotzer-Pflanze. Einen Teil der benötigten Nährstoffe, insbesondere Wasser und Salze, bezieht sie von den Wirtspflanzen, in deren Leitungsgewebe sie mit ihren Haustorien (Saugorgane) eindringt. Aufgrund des Chlorophyllgehalts der Laubblätter ist sie zur Photosynthese in der Lage und kann so den Bedarf an Kohlehydraten selber decken.
Die Eichenmistel wächst als ausgebreiteter, reichlich gabelig-verzweigter Nanophanerophyt, der 0,30 bis 1 Meter Höhe erreicht. Wurzeln werden keine ausgebildet, vielmehr sitzt die Art ihren Wirtspflanzen basal plattenförmig auf und senkt von dort ihre Haustorien über das Holzgewebe in die Leitungsbahnen der Wirtspflanze. Diese verbreitern sich im Kambium und jüngsten Xylem, nicht jedoch im Phloem.
Ihre Äste sind im Gegensatz zu denen der Mistel braun berindet, die zerbrechlichen Zweige braun oder schwarzgrau. Die Triebe verholzen sehr stark.

### Vegetative Merkmale

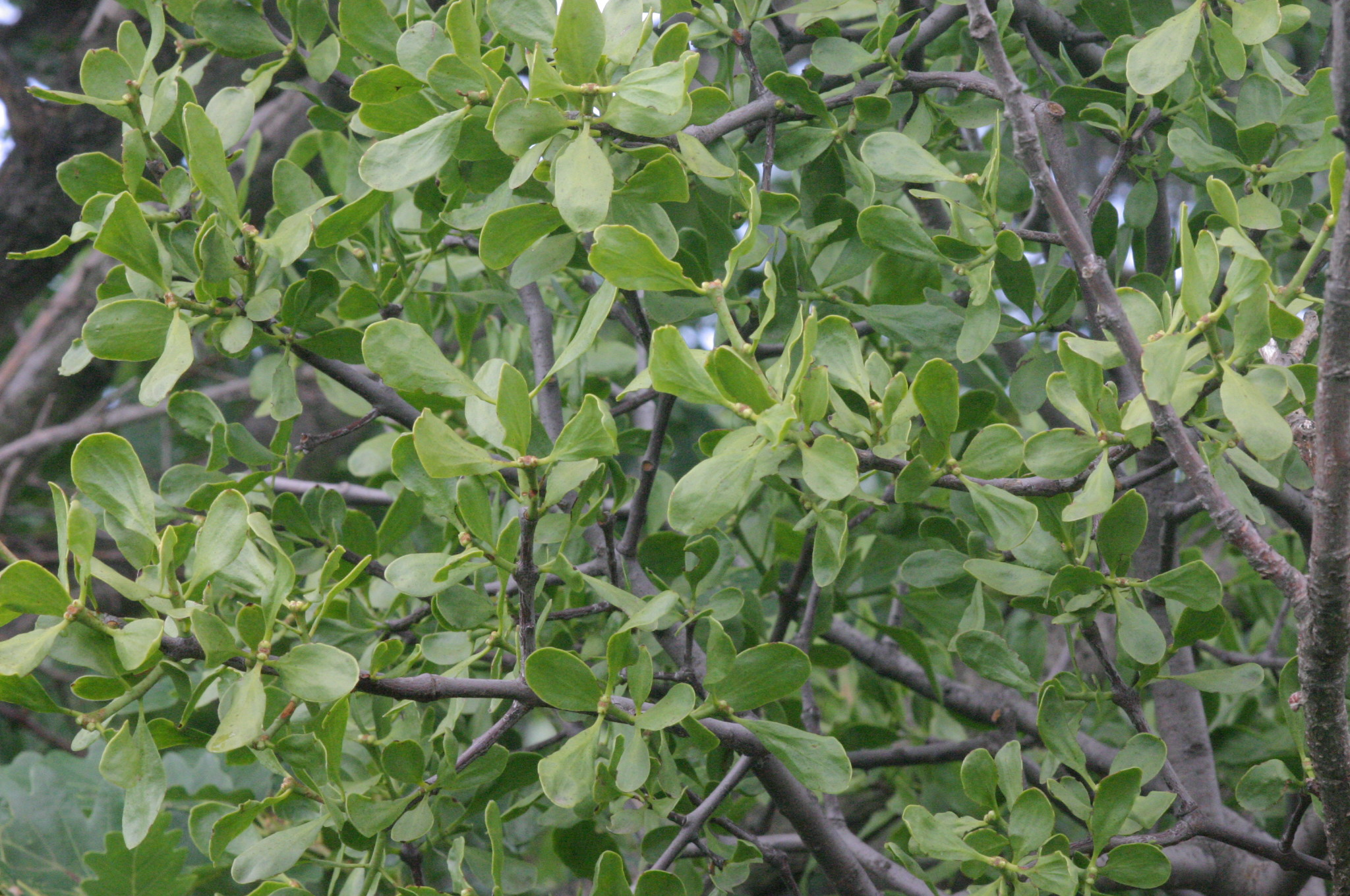
Blattansicht

Die kurz gestielten, dunkelgrünen und einfachen Laubblätter sind gegenständig angeordnet. Sie entwickeln eine Länge von 2–5 Zentimetern und eine Breite von 1–2,5 Zentimetern. Die Nervatur ist undeutlich gefiedert. Sie sind eiförmig bis verkehrt-eiförmig und von ledriger Beschaffenheit. Sie fühlen sich demnach derb an und besitzen eine verdickte Oberhaut. Der Blattgrund ist keilförmig bis spitz und die Spitze ist abgerundet bis rundspitzig. Der Blattrand ist ganzrandig. Nebenblätter sind nicht vorhanden. Anders als bei der immergrünen Weißbeerigen Mistel erfolgt ein Blattabwurf im Herbst. Eine Herbstfärbung der Laubblätter unterbleibt.

### Generative Merkmale

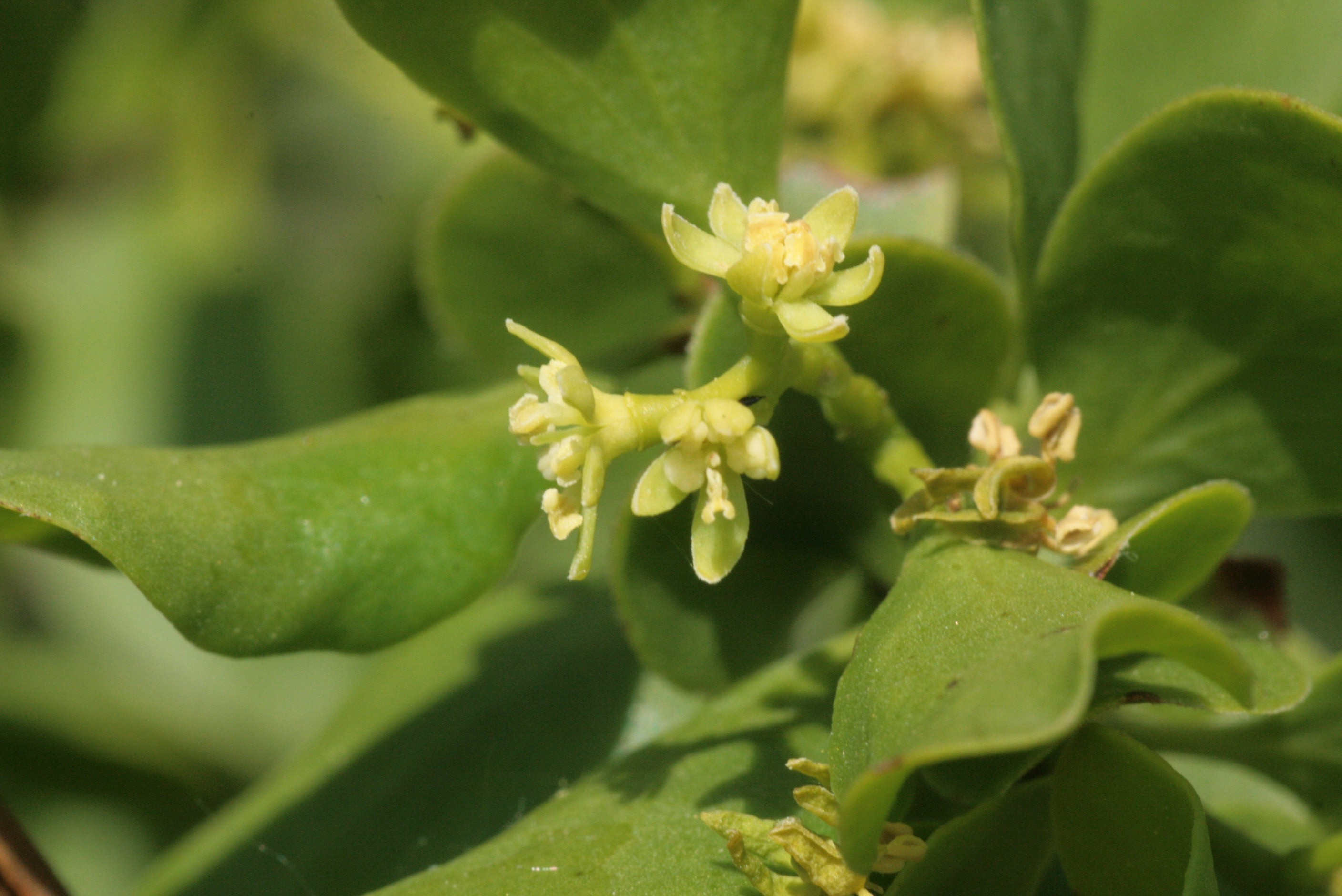
Blüten einer männlichen Pflanze

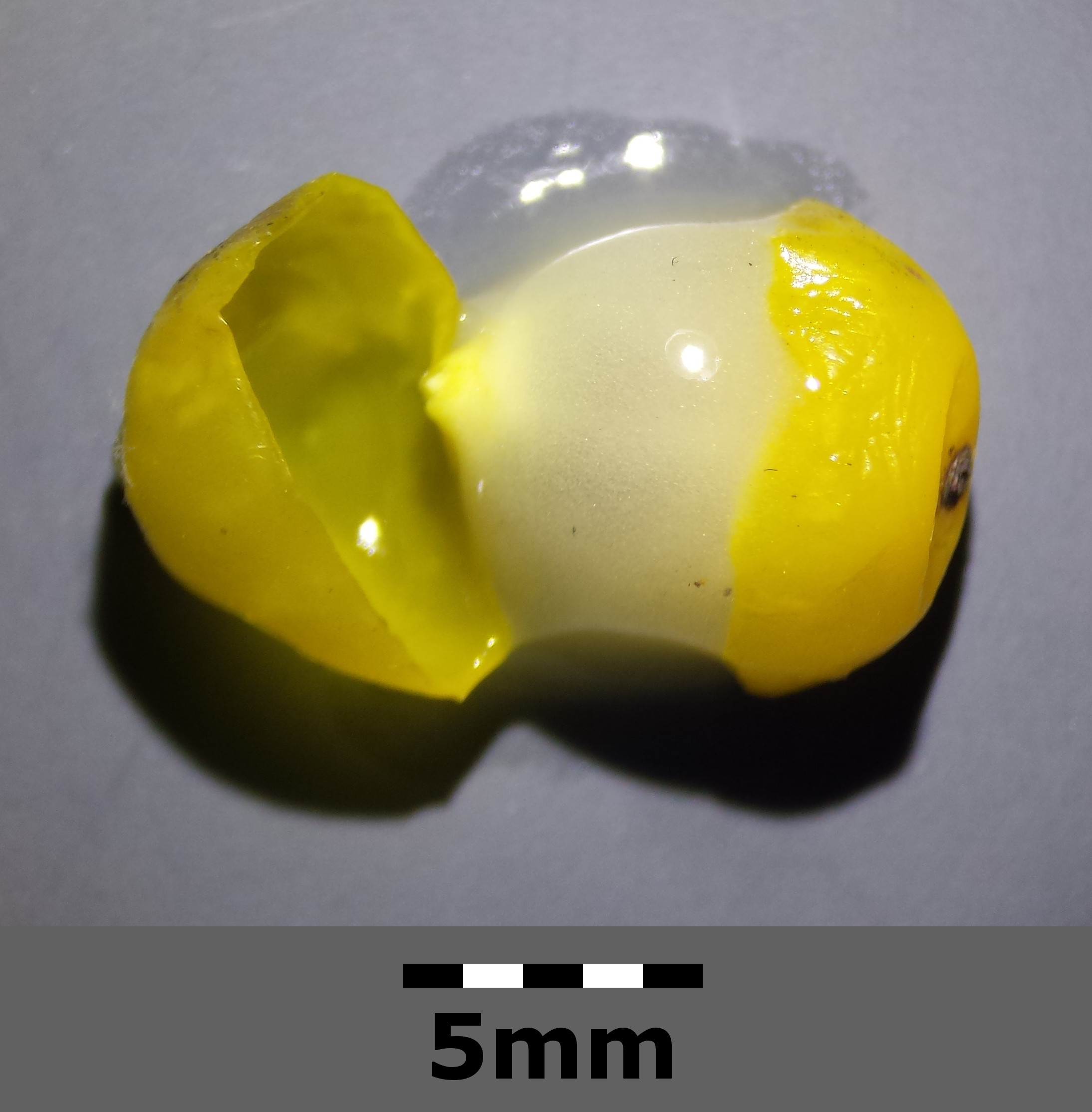
Eine aufgeschnittene Beere: Erkennbar ist die stark klebrige Substanz, in die ein Same eingebettet ist.

Die Eichenmistel ist zweihäusig getrenntgeschlechtig (diözisch), dies heißt, dass an einer Pflanze entweder nur weibliche oder männliche Blüten gebildet werden. Mitunter werden bei der Eichenmistel auch zwittrige Blüten entwickelt, diese sind jedoch gewöhnlich funktionell männlich. Dies rührt daher, dass nach der Pollenentleerung die Blüten schnell verwelken, so dass kaum Fruchtansatz entsteht. Bei der Eichenmistel überwiegen die männlichen Individuen im Verhältnis 2:1.
Die kleinen Blüten sind in endständigen Blütenständen angeordnet – die männlichen, sehr kurzlebigen Blüten in lockeren Trauben, die weiblichen zu acht bis zehn in lockeren Ähren. Die Blüten beider Geschlechter sind radiärsymmetrisch mit jeweils reduzierten Organen des anderen Geschlechts. Da keine Differenzierung in Kelch und Krone erfolgt, besitzen die Blüten nur eine einfache Blütenhülle. Allerdings wölbt sich unterhalb des Perigons um die Basis ein oft ungeteilter, schwach gekerbter Rand hervor (Calyculus), der von Autoren unterschiedlich gedeutet wird. So wird er beispielsweise als Kelch, reduzierter Kelch, Auswuchs der Achse oder aus einem Vorblatt entstanden, interpretiert. Eine Untersuchung aus dem Jahr 2019, die unter Verwendung von Laserscanning- und Rasterelektronenmikroskopen durchgeführt wurde, unterstützt die Hypothese, dass der Calyculus von Trag- oder Vorblättern abgeleitet ist und daher nicht als Kelch zu interpretieren ist.
Das unscheinbar gelbgrüne, leicht fleischige Perigon kann vier-, selten fünf- oder meist sechszählig ausgeprägt sein. Es ist analog zur Anzahl der Perigonblätter in Zipfel unterteilt. Die innen glatten Perigonblätter stehen in zwei Kreisen und können eine Länge von 2 bis 4 Millimetern entwickeln.
Die Perigonblätter der männlichen Blüten sind durchschnittlich etwa 1 Millimeter länger als die der weiblichen Blüten. Die Anzahl der Staubblätter entspricht der Zahl der Perigonblätter. Die Staubfäden sind zu etwa zwei Dritteln ihrer Länge mit den Perigonblättern verwachsen. Sie weisen unterhalb der Staubbeutel keine Verschmälerung auf. Ihre Länge entspricht in etwa derjenigen der Perigonblätter. Die ovalen und unbeweglichen Staubbeutel sind elfenbeinfarben und besitzen zwei Theken. Diese öffnen sich über Längsspalten. Bei den weiblichen Blüten liegen die Staubblätter in Form von Staminodien vor. Der unterständige, einfächrige Fruchtknoten ist vollständig verwachsen. Er geht in einen einfachen, geraden Griffel mit kopfiger Narbe über. Die Samenanlagen sind nicht ausdifferenziert, was als typische Degenerationserscheinung bei Parasitismus gilt. Gemäß entwicklungsgeschichtlichen Untersuchungen ist die Samenanlage auf eine nackte Samenknospe reduziert. Andere Autoren gehen eher davon aus, dass die Reduktion weiter fortgeschritten ist und sich die Embryosäcke direkt in der Plazenta entwickeln. Die Blüten beider Geschlechter weisen am Blütengrund Nektarien auf. Die Blütezeit erstreckt sich je nach Region von April bis Juni. Sie beginnt nach dem Laubaustrieb.
Als Früchte werden bei den weiblichen Exemplaren 6 bis 10 Millimeter dicke, glatte, goldgelbe sowie einsamige Beeren von ellipsoider Form gebildet. Da die Blütenachse an ihrer Bildung beteiligt ist, werden sie auch als Scheinfrüchte oder Scheinbeeren bezeichnet. Sie sind gegenständig im hängenden Fruchtstand angeordnet. Das Fruchtfleisch ist stark klebrig. Als Wintersteher verbleiben sie in der kalten Jahreszeit an den Zweigen. Im Gegensatz zu den Misteln der Gattung Viscum fruchtet die Eichenmistel im Herbst.
Die Chromosomenzahl beträgt 2n = 18.

## Taxonomie
Die Art Loranthus europaeus wurde 1762 von Nikolaus Joseph Freiherr von Jacquin in dem Werk Enumeratio stirpium plerarumque, quae sponte crescunt in agro Vindobonensi wissenschaftlich erstbeschrieben.
Lorantus europaeus ist, durch Beschluss des Internationalen Botanischen Kongresses, Typusart der Gattung Loranthus Jacq. Die Vorgeschichte dazu ist kompliziert: Carl von Linné hatte die Gattung ursprünglich für die amerikanische Loranthus americanus (heute Psittacanthus americanus) aufgestellt, da ihm die europäische Riemenblume zunächst unbekannt war, er erwähnt sie zuerst 1763 in einem Anhang der zweiten Auflage von Species Plantarum. Dies hätte zur Folge, dass aufgrund der Prioritätsregel der Gattungsname anders verwendet werden müsste, als es sich in der botanischen Literatur eingebürgert hatte. In der Tat wurde sie deshalb 1929 durch Benedictus Hubertus Danser, als Hyphear europaeum (Jacq.) Danser zeitweilig in dessen, heute nicht mehr anerkannte Gattung Hyphear gestellt. Der Gattungsname Loranthus hat eine bewegte Geschichte. In der ursprünglichen Auffassung umfasste er unter anderem alle damals bekannten Arten der heutigen Familie Loranthaceae. Die Gattung wurde dann durch Philippe Édouard Léon Van Tieghem in eine Vielzahl kleiner Gattungen aufgesplittet, von denen die meisten durch Benedictus Hubertus Danser erneut vereinigt wurden, um später von anderen Botanikern wie Bryan Alwyn Barlow erneut aufgesplittet zu werden. In der weiten Umschreibung umfasste die Gattung daher mehrere hundert Arten, in der engsten zeitweilig vertretenden Auffassung nur noch zwei. Nach heutiger Auffassung gehören zu Loranthus weniger als zehn Arten (sieben Arten nach Plants of the World online), sie wird in eine Tribus Lorantheae, Subtribus Loranthinae einsortiert. Die moderne Auffassung beruht auf der kombinierten Auswertung morphologischer und genetischer Untersuchungen. Schwestergruppe von Loranthus ist demnach, nach übereinstimmenden Ergebnissen, die ostasiatisch-pazifische Gattung Cecarria mit der einzigen Art Cecarria obtusifolia (Merr.) Barlow; deshalb wird eine Entstehung auch von Loranthus im ostasiatischen Raum (wo sie, mit sechs angegebenen Arten in China am artenreichsten ist) angenommen. Die Riemenblume Loranthus europaeus ist die einzige europäische Art. Die Gattung umfasst, wie die gesamte Familie, überwiegend immergrüne Arten, die Eichenmistel gehört zu den wenigen laubwerfenden Arten.

## Ökologie

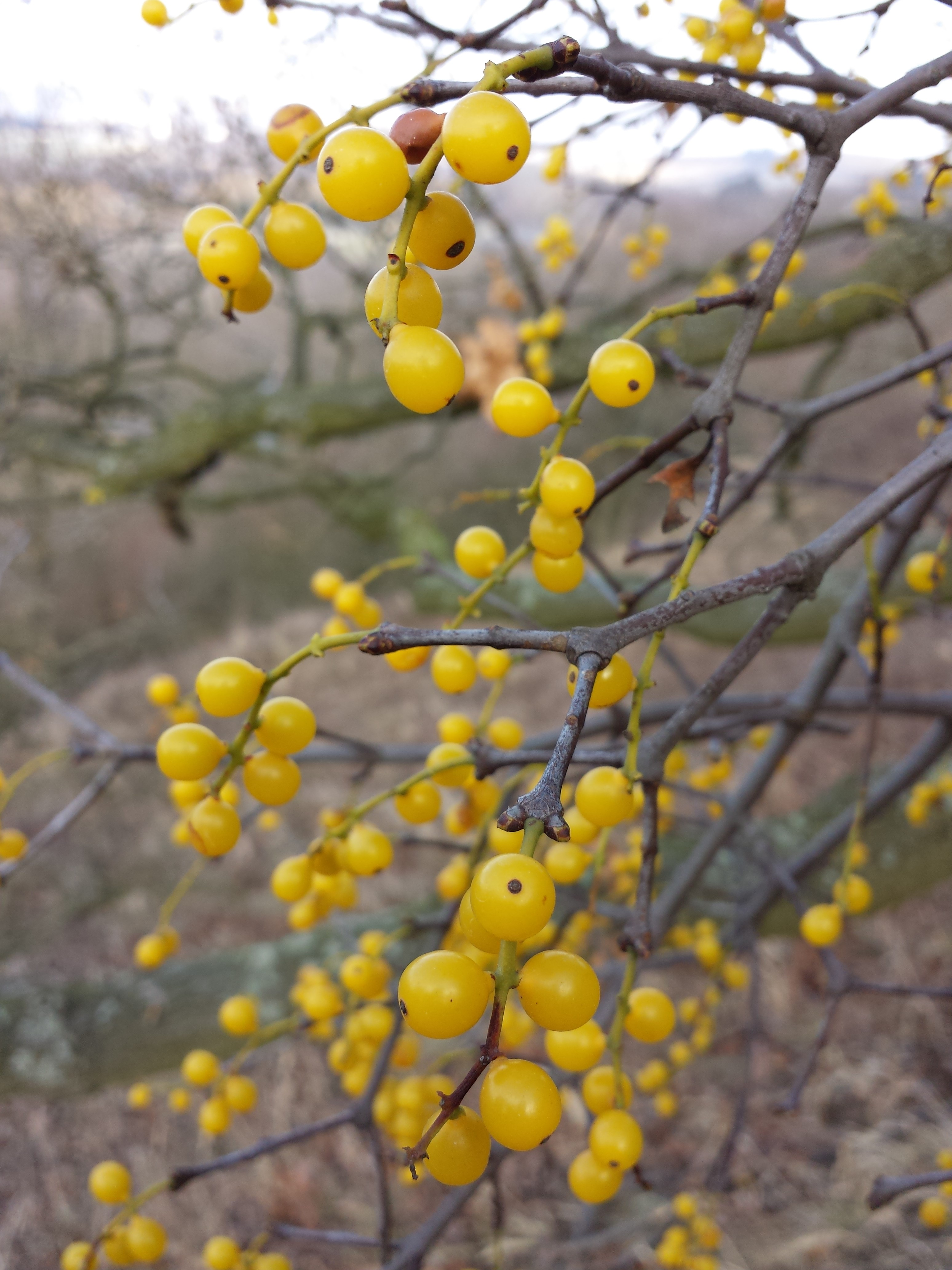
Fruchtstand im März

Im Unterschied zur Weißbeerigen Mistel, die äußerst selten auf Eichen parasitiert, umfasst das Wirtsspektrum der Eichenmistel Eichenarten und sehr selten die Edelkastanie (Castanea sativa). Unter den Eichenarten, die parasitiert werden, befinden sich beispielsweise die Stieleiche (Quercus robur), die Traubeneiche (Quercus petraea), die Flaumeiche (Quercus pubescens), die Roteiche (Quercus rubra) und die Zerr-Eiche (Quercus cerris). Bisweilen entstehen an der Wirtspflanze als Folge der Wirt-Parasit-Wechselbeziehung abnorme Wucherungen, die als „Holzrosen“ bezeichnet werden.

### Bestäubung
Die weiblichen Blüten der Eichenmistel werden gewöhnlich von Insekten bestäubt, denen Nektar angeboten wird. Die Blüten sind aufgeblüht flach ausgebreitet, so dass auch kurzrüsselige Insekten an den Nektar gelangen können. Als typische Bestäuber treten Käfer, Fliegen, Syrphiden, Wespen und mittelrüsselige Bienen in Erscheinung. Besonders häufig stellen sich Bienen der Gattung Halictus ein. Gemäß den Blumenklassen nach Müller werden die Blüten als Blumen mit freiliegendem Nektar bezeichnet. Da männliche und weibliche Blüten auf unterschiedliche Individuen verteilt sind, ist Selbstbestäubung ausgeschlossen.

### Ausbreitung
Die Ausbreitung der Samen erfolgt über Verdauungsausbreitung und Klettausbreitung. Vögel übernehmen häufig die Ausbreitung der Samen. Die Beeren werden von Vögeln, zum Beispiel Misteldrossel, Wacholderdrossel und Seidenschwanz, gefressen, wodurch die Samen nach Passieren des Darms auf Äste von Wirtspflanzen gelangen können. Allerdings gibt es auch Vögel, welche die Samen zerkleinern und fressen und so einer Ausbreitung entgegenwirken.

### Auswirkungen auf die Wirtspflanze
Der Rückgang des Holzzuwachses kann je nach Mistelbesatz zwischen 20 und 50 % betragen. Stark mit der Eichenmistel befallene Eichen können eingehen.

## Vorkommen
Die Eichenmistel tritt in Mittel-, Ost- und Südosteuropa sowie in Kleinasien auf. Im deutschsprachigen Raum findet man sie nur in Österreich und an einem einzigen Ort in Deutschland.
Die nördliche Verbreitungsgrenze verläuft vom Fuß des inneren Karpatenbogens ausgehend nordwestlich über das Erzgebirge und findet dann ihr Ende in Pirna.
Im Westen besiedelt sie Niederösterreich und Italien südlich des Po bis einschließlich des Nordostens Siziliens. Sie ist auf der Balkanhalbinsel wie im Pannonischen Becken verbreitet. Ihre Vorkommen erreichen Moldawien und die Dobrudscha sowie mit einem isolierten Vorkommen die Halbinsel Krim. Im Südosten erreicht sie, über Kleinasien, den Westiran.
In Österreich tritt die Riemenmistel im pannonischen Gebiet sehr häufig auf und ist hier in Zunahme begriffen. Insbesondere im Donautal sind zahlreiche Vorkommen verzeichnet. Sonst findet man sie nur zerstreut bis sehr selten. Die Vorkommen beschränken sich auf die colline bis untermontane Höhenstufe der Bundesländer Wien, Burgenland, Niederösterreich, Steiermark und Oberösterreich. Im nördlichen Voralpengebiet gilt die Eichenmistel als gefährdet.
In Deutschland findet man die Eichenmistel selten in der Sächsischen Schweiz. Das einzige heutige Vorkommen ist ein Wald am Dohmaer Wasser, einem Nebenbach des Bahrebachs bei Dohma nahe Pirna. Die Art gilt in Sachsen als vom Aussterben bedroht.
Die Eichenmistel braucht zum Gedeihen Sommerwärme und eher Lufttrockenheit.

## Inhaltsstoffe und Verwendung
Die Früchte der Eichenmistel weisen außer verschiedenen Zuckern auch Kautschuk auf. Er ist insbesondere in der fleischigen Hülle, der vormaligen Blütenachse, und im Endokarp enthalten. Der Kautschuk bewirkt, dass der Schleim auch nach dem Trocknen seine klebrige Konsistenz beibehält.
Aus den Beeren der Eichenmistel wurde früher ein zäher Vogelleim hergestellt, mit dem Ruten bestrichen wurden, die so dem Vogelfang dienten. Die Mistel, insbesondere die auf Eichen wachsende (lateinisch Viscum quercinum), wurde bereits in der Mythologie der Antike als wirksam gegen Magie und Krankheiten genannt. Im Spätmittelalter und darüber hinaus war der im 14. Jahrhundert in Süddeutschland entstandene Eichenmisteltraktat, der die Mistel als Wunderdroge unter anderem zur Verhütung von Krampfanfällen empfiehlt, überregional verbreitet.

## Bilder

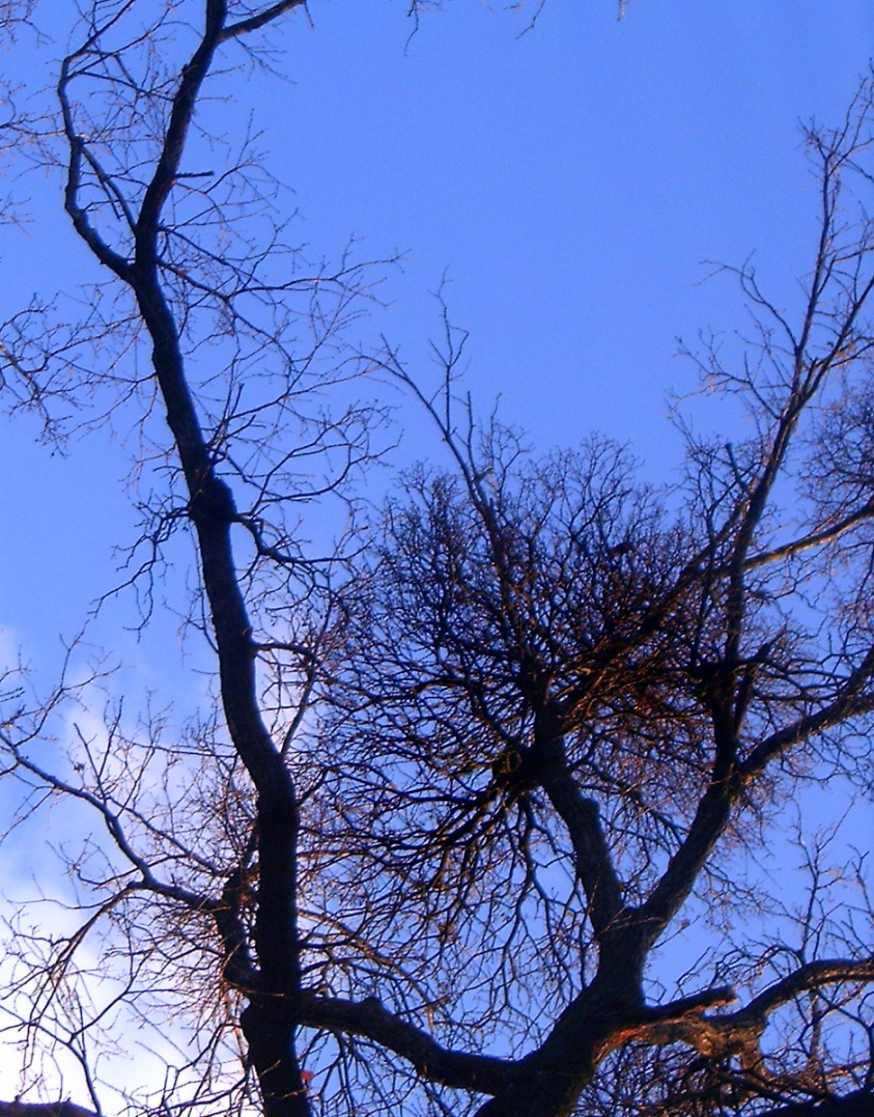
Riemenblume im Winter
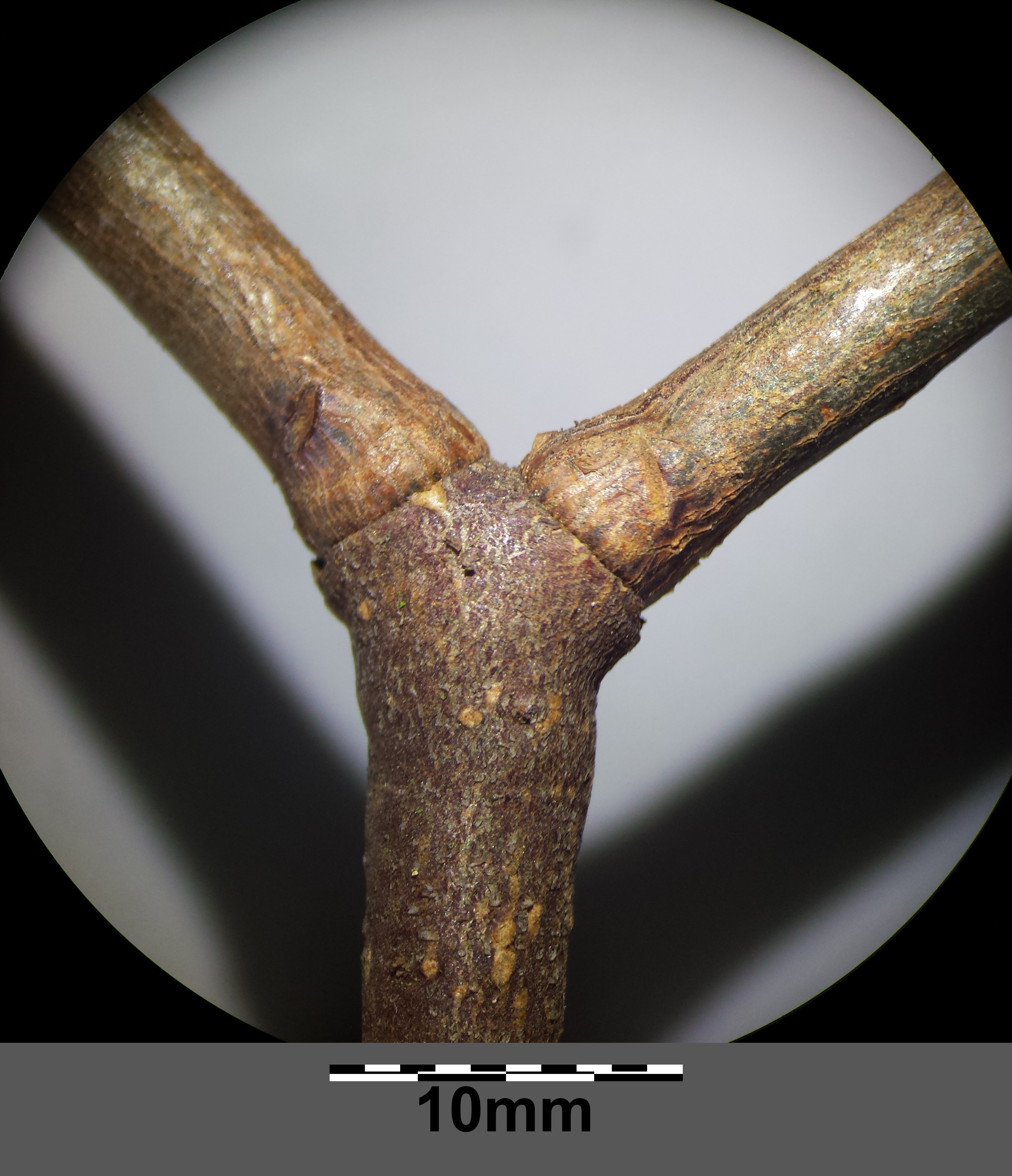
Die Äste sind dichasial verzweigt.
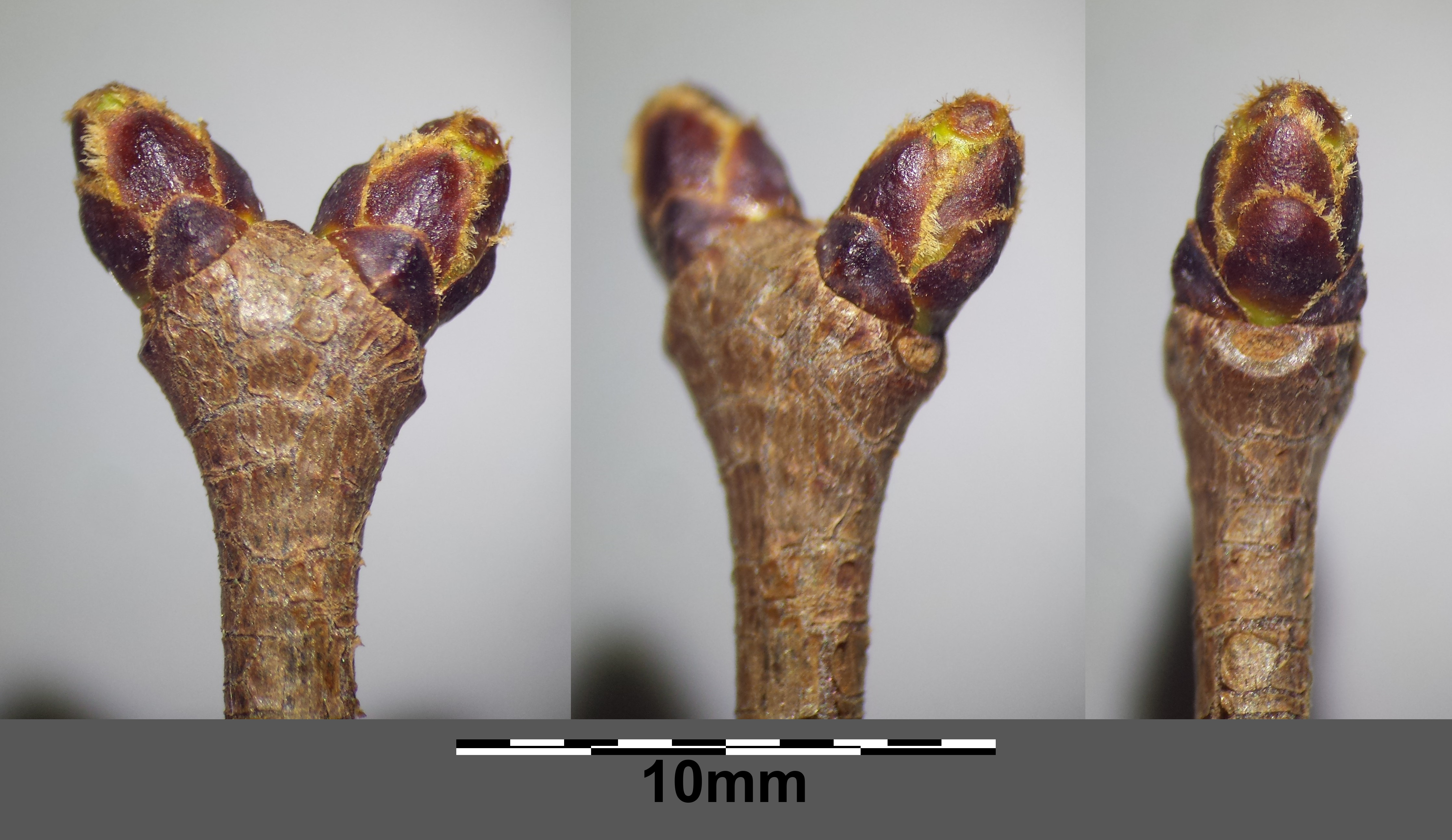
Winterknospen
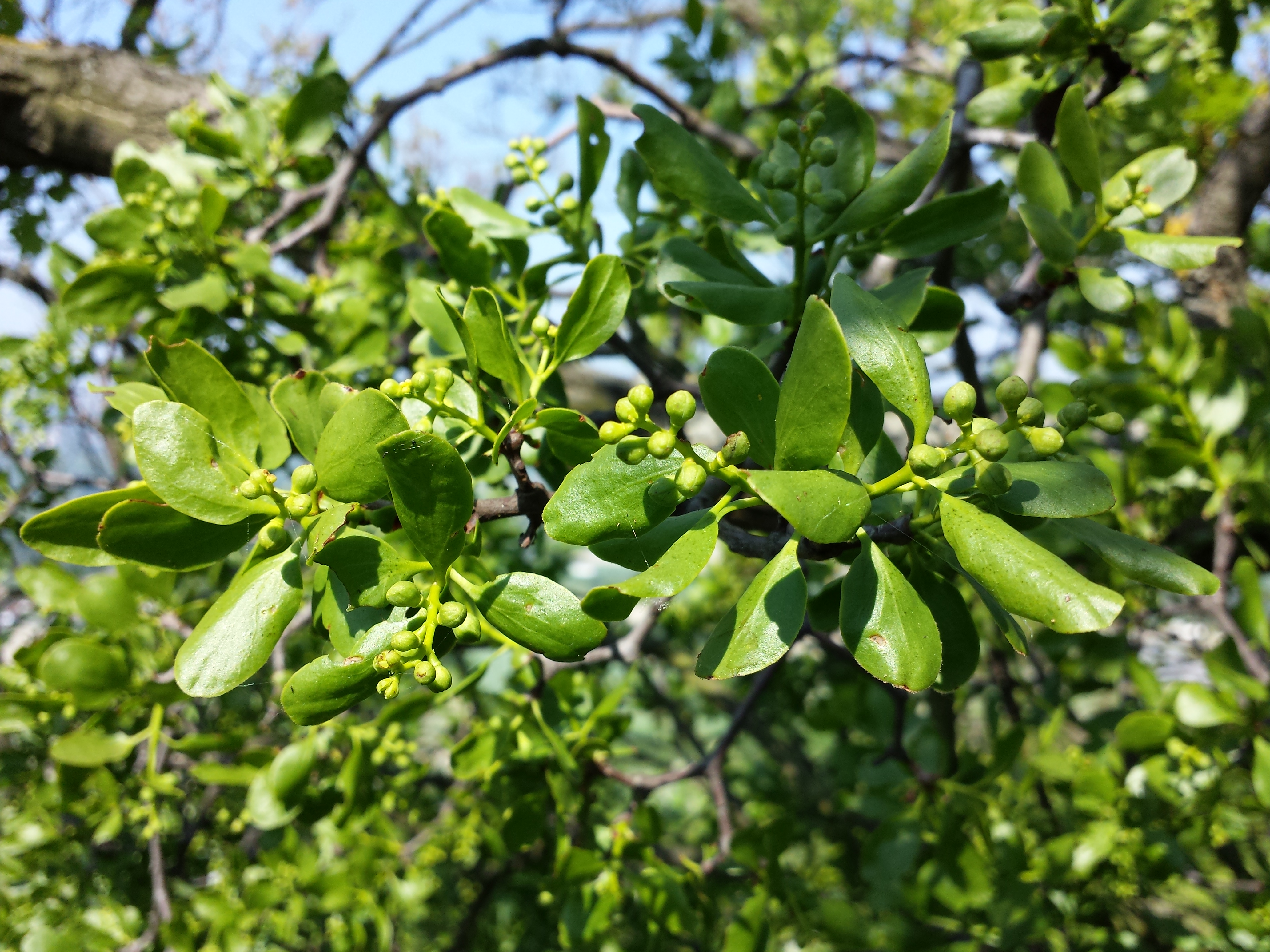
Laubblätter
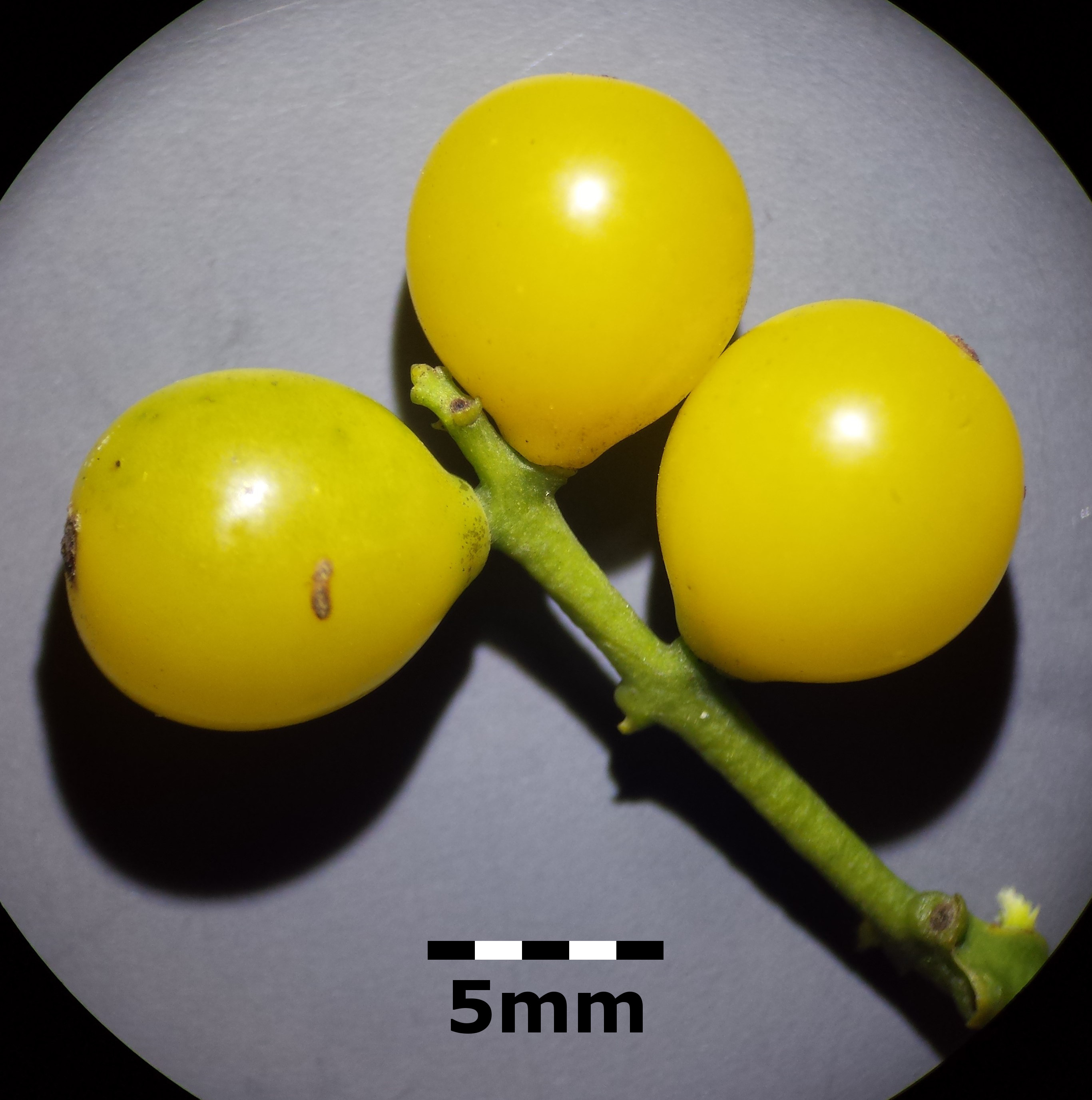
Fruchtstand mit gelben Beeren
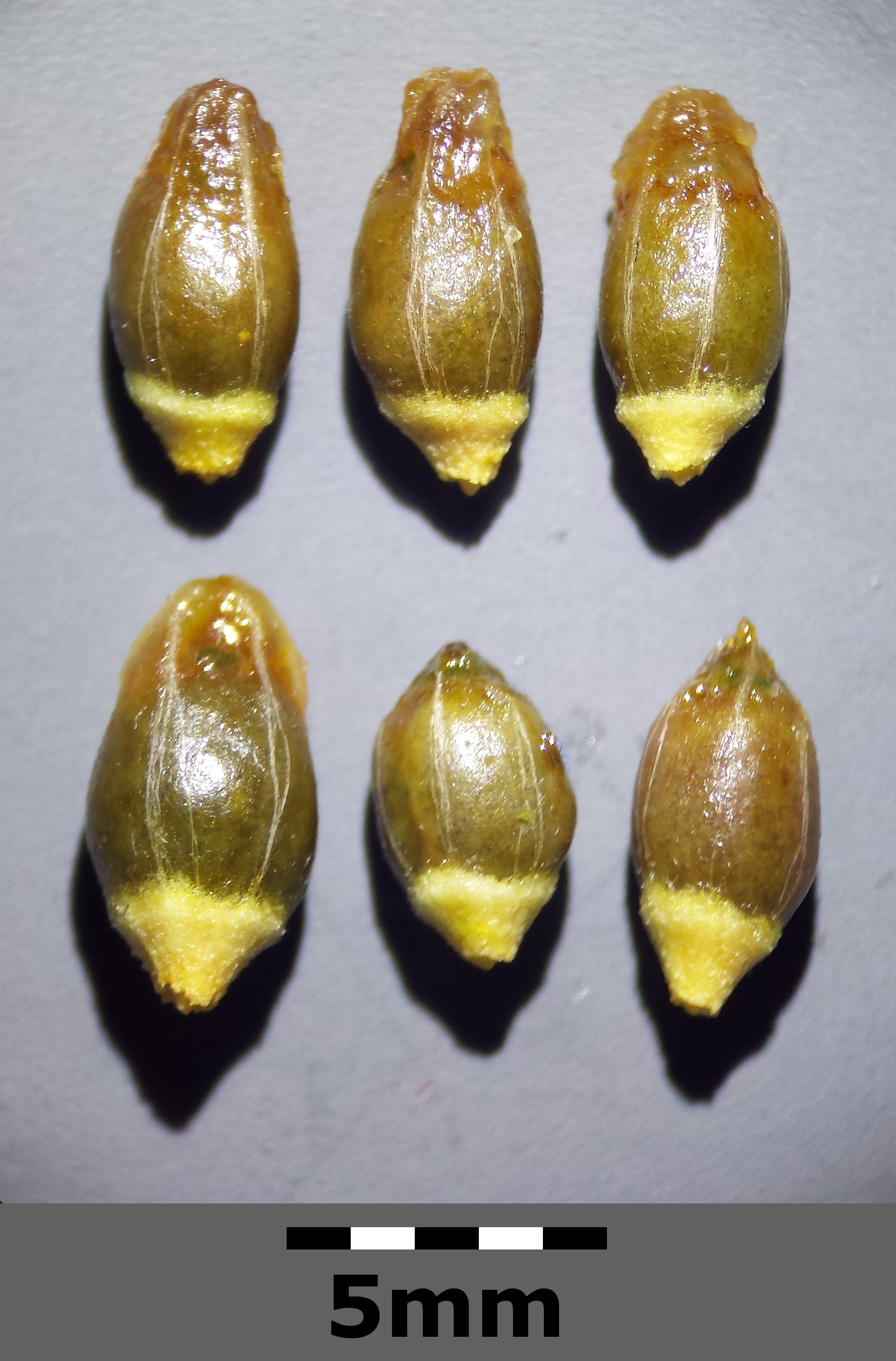
Samen aus sechs Beeren nach Entfernung der klebrigen Substanz
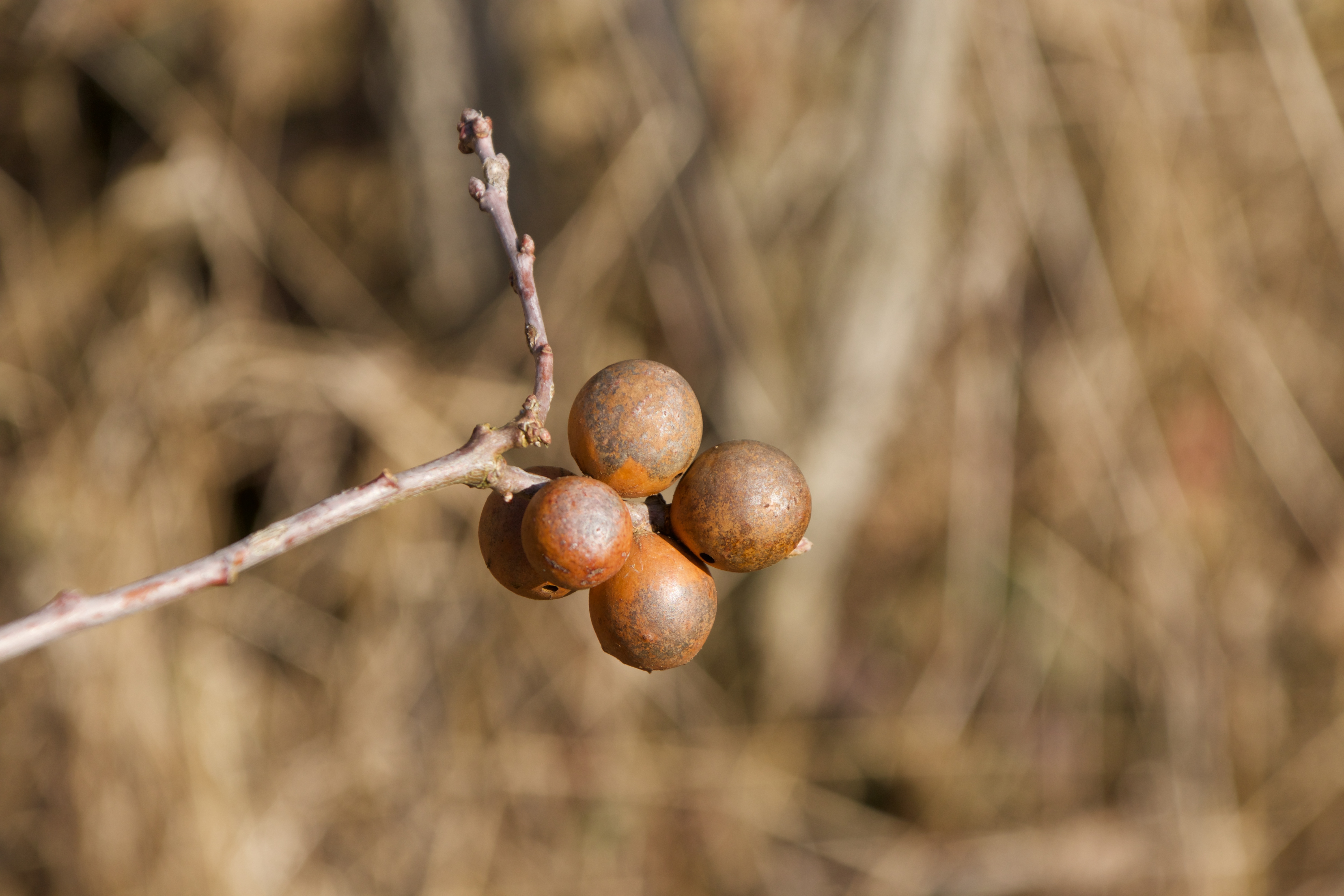
Beeren nach dem Winter